# Chromatonotus coloratus
Chromatonotus coloratus är en kackerlacksart som beskrevs av Rocha e Silva 1964. Chromatonotus coloratus ingår i släktet Chromatonotus och familjen småkackerlackor.
Artens utbredningsområde är Venezuela. Inga underarter finns listade i Catalogue of Life.